# USS Chevalier (DD-451)
USS Chevalier (DD-451) là một tàu khu trục lớp Fletcher được Hải quân Hoa Kỳ chế tạo trong Chiến tranh Thế giới thứ hai. Nó là chiếc tàu chiến đầu tiên của Hải quân Mỹ được đặt theo tên Thiếu tá Hải quân Godfrey Chevalier (1889-1922), một người tiên phong trong lĩnh vực hàng không. Nó bị đánh chìm trong chiến đấu tại Mặt trận Thái Bình Dương vào ngày 7 tháng 10 năm 1943, được tặng thưởng ba Ngôi sao Chiến trận.

## Thiết kế và chế tạo
Chevalier được đặt lườn tại xưởng tàu của hãng Bath Iron Works Corp. ở Bath, Maine vào ngày 30 tháng 4 năm 1941. Nó được hạ thủy vào ngày 11 tháng 4 năm 1942; được đỡ đầu bởi bà G. Chevalier; và nhập biên chế vào ngày 20 tháng 7 năm 1942 dưới quyền chỉ huy của Hạm trưởng, Thiếu tá Hải quân E. R. McLean, Jr.

## Lịch sử hoạt động
Từ ngày 3 tháng 10 đến ngày 11 tháng 12 năm 1942, Chevalier tham gia hộ tống ba đoàn tàu vận tải: một đoàn ven biển cùng các tàu chở dầu, chuyến thứ hai từ Bermuda đến Norfolk, Virginia và chuyến thứ ba là đợt tăng viện đầu tiên sang Bắc Phi.
Được điều chuyển sang Mặt trận Thái Bình Dương, Chevalier khởi hành từ Norfolk vào ngày 17 tháng 12, và đi đến Efate, New Hebrides vào ngày 22 tháng 1 năm 1943. Vào ngày 27 tháng 1, nó lên đường cùng với Lực lượng Đặc nhiệm 18 để bảo vệ cho sự di chuyển các tàu chở quân đến Guadalcanal. Trong các ngày 29 và 30 tháng 1, nó cung cấp hỏa lực phòng không khi lực lượng chịu đựng những cuộc không kích nặng nề của Nhật Bản trong Trận chiến đảo Rennell. Nó hoạt động tuần tra từ Efate, và từ ngày 14 tháng 2, từ Espiritu Santo.
Vào ngày 7 tháng 5, Chevalier hộ tống ba tàu rải mìn khi chúng rải mìn phong tỏa eo biển Blackett và vịnh Kula tại quần đảo Solomon. Trong đêm tiếp theo, ba tàu khu trục Nhật Kuroshio, Oyashio và Kagerō lọt vào bãi mìn này, bị hư hại nặng nề do trúng thủy lôi trước khi bị máy bay đánh chìm. Từ ngày 11 đến ngày 14 tháng 5, nó tham gia hoạt động bắn phá Vila, và bảo vệ cho một hoạt động rải mìn khác tại vịnh Kula.
Vào ngày 28 tháng 6, Chevalier khởi hành từ Espiritu Santo trong thành phần hộ tống cho một đoàn tàu chuyển quân đổ bộ đến Rice nhằm phong tỏa sự di chuyển của quân Nhật từ Vila đến đảo Munda thuộc quần đảo Solomon. Lực lượng đi đến vịnh Kula không lâu trước nữa đêm ngày 1 tháng 7, và bắt đầu bắn phá Vila và cảng Bairoko, trong khi các tàu vận tải hướng đến điểm thả neo. Lực lượng bị ba tàu khu trục Nhật Bản tấn công bằng ngư lôi rồi rút lui; một trong các quả ngư lôi đã đánh trúng tàu khu trục USS Strong, xé rách lườn tàu ở cả hai bên mạn. Chevalier chủ động đâm mũi tàu vào mạn trái của Strong để giúp nó nổi và ở lại trong nhiều phút, trong khi thủy thủ đoàn của Strong di tản khỏi con tàu bị hỏng nặng. Các khẩu pháo bờ biển Nhật Bản đã bắn vào con tàu hỏng, nhưng Chevalier tiếp tục ở lại cho đến khi 241 người sống sót được vớt lên tàu; tàu khu trục USS O'Bannon đã bắn pháo phản công hỗ trợ. Cuối cùng Chevalier tách khỏi Strong lúc 01 giờ 22 phút, Strong đắm chỉ một phút sau đó. Chevalier bị thủng một lổ 10 ft × 2 ft (3,05 m × 0,61 m) phía mũi tàu, nhưng không ảnh hưởng nhiều đến khả năng di chuyển vì ở cao bên trên mực nước. Chiếc tàu khu trục quay trở về Espiritu Santo vào ngày 8 tháng 7 để sửa chữa.

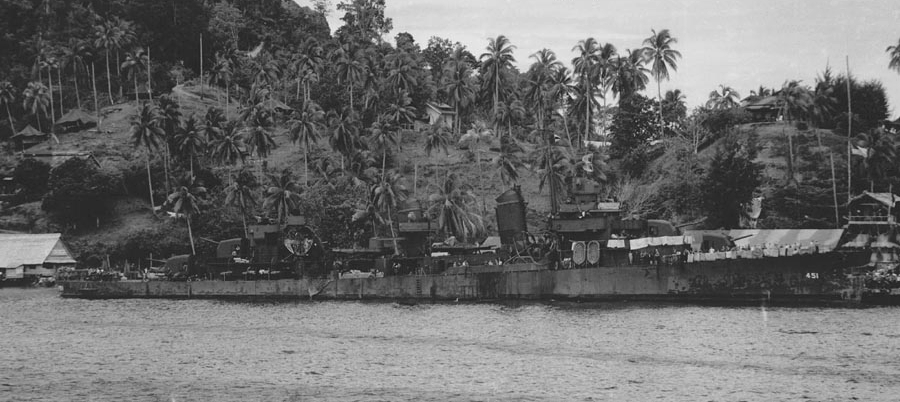
Chevalier tại Tulagi với những người sống sót từ, 6 tháng 7 năm 1943.

Sau khi việc sửa chữa hoàn tất vào ngày 22 tháng 7, Chevalier tiếp tục hoạt động trong suốt khu vực quần đảo Solomon cho đến ngày 14 tháng 8. Vào ngày 15 tháng 8, nó hỗ trợ cho cuộc đổ bộ lên Vella Lavella, thuộc quần đảo Solomon, và sang ngày 17 tháng 8, nó cùng ba tàu khu trục khác được cho tách ra để đánh chặn bốn tàu khu trục cùng nhiều sà lan đối phương đang tìm cách tăng viện cho Kolombangara. Sau cuộc đụng độ ngắn giữa hai lực lượng khu trục mà không bên nào gây tổn thất đáng kể cho đối phương, các tàu khu trục Nhật rời khỏi khu vực bỏ lại các sà lan; tất cả chúng bị lực lượng Hoa Kỳ đánh chìm hoặc gây hư hại. Chiếc tàu khu trục quay trở về Espiritu Santo vào ngày 29 tháng 8, và trong tháng 9, nó thực hiện một chuyến hộ tống sang Sydney, Australia.
Vào ngày 6 tháng 10, Chevalier, O'Bannon và USS Selfridge đánh chặn chín tàu khu trục và tàu khu trục vận chuyển Nhật Bản đang tìm cách triệt thoái lực lượng khỏi Vella Lavella. Cho dù bị áp đảo về số lượng, các tàu Hoa Kỳ vẫn tấn công; và sau khi phóng hết phân nữa số ngư lôi và bắn trúng nhiều phát bằng hải pháo, họ tiếp tục xông vào giữa đội hình đối thủ. Lúc khoảng 22 giờ 05 phút, Chevalier bị một quả ngư lôi đối phương đánh trúng mũi tàu bên mạn trái, xé rách mũi tàu cho đến tận cầu tàu, khiến mất kiểm soát toàn bộ con tàu. Tàu khu trục O'Bannon đi ngay phía sau đã không thể né tránh nên đã đâm vào đuôi của nó, làm ngập nước phòng động cơ phía sau và làm hỏng trục chân vịt bên mạn trái. Đang khi chuẩn bị để bỏ tàu, hạm trưởng của Chevalier ra lệnh phóng toàn bộ số ngư lôi của nó vào Yūgumo, chiếc tàu khu trục đối phương bốc cháy và nổ tung sau đó. Đến 23 giờ 26 phút, sau khi biết rõ không thể cứu con tàu, lệnh bỏ tàu được đưa ra; thủy thủ đoàn được những xuồng cứu sinh của O'Bannon giải cứu. Chevalier bị một quả ngư lôi của tàu khu trục USS La Vallette đánh đắm vào ngày hôm sau, ở tọa độ 7°30′N 156°14′Đ / 7,5°N 156,233°Đ. Phần mũi tàu của nó trôi dạt khoảng một hải lý về phía Tây và bị đánh chìm bởi mìn sâu. Chevalier chịu tổn thất 54 người tử trận và 36 người khác bị thương.

## Phần thưởng
Chevalier được tặng thưởng ba Ngôi sao Chiến trận do thành tích phục vụ trong Thế Chiến II.